# Socialismo di mercato
Il socialismo di mercato è una tipologia di socialismo a favore di un sistema economico che coinvolge la proprietà pubblica, cooperativa o sociale dei mezzi di produzione nel quadro di un'economia di mercato, dove il meccanismo di mercato viene utilizzato per l'allocazione dei beni strumentali e dei mezzi di produzione. A seconda del modello specifico di socialismo di mercato, i profitti generati dalle imprese socialmente possedute (vale a dire, entrate nette non reinvestite nell'espansione dell'impresa) possono essere variamente utilizzati per remunerare direttamente i dipendenti, come fonte di finanza pubblica o ridistribuiti tra la popolazione sotto forma di dividendo sociale.
Il socialismo di mercato si distingue dal concetto di economia mista perché prevede sistemi completi e autoregolanti. Il socialismo di mercato contrasta anche con le politiche socialdemocratiche attuate all'interno delle economie capitaliste. Mentre la socialdemocrazia mira a raggiungere una maggiore stabilità economica e uguaglianza attraverso misure politiche come tasse, sussidi e programmi di assistenza sociale, il socialismo di mercato intende raggiungere obiettivi simili attraverso il cambiamento dei modelli di proprietà e gestione delle imprese.
I primi modelli di socialismo di mercato affondano le loro radici nell'opera di Adam Smith e nelle teorie dell'economia classica, dove si proponevano imprese cooperative operanti in un'economia di libero mercato. Lo scopo di tali proposte era l'eliminazione dello sfruttamento per consentire agli individui di ricevere l'intero prodotto del loro lavoro, rimuovendo al contempo gli effetti distorsivi del mercato della concentrazione della proprietà e della ricchezza nelle mani di una piccola classe di proprietari privati. Tra i primi sostenitori di questo tipo di socialismo di mercato vi erano gli economisti socialisti ricardiani e i filosofi mutualisti, ma il termine "socialismo di mercato" è emerso solo negli anni venti del novecento durante il dibattito sul calcolo socialista.
Il socialismo di mercato è stato utilizzato anche per descrivere alcune opere anarco-individualiste a favore di un libero mercato che aiuta i lavoratori e indebolisce i capitalisti.

## Storia

### Economia classica
La base teorica chiave per il socialismo di mercato è la negazione della sottostante espropriazione del plusvalore presente in altri modi di produzione. Le prime teorie socialiste a favore del mercato furono proposte dai socialisti ricardiani e dagli economisti anarchici, che sostenevano un libero mercato unito alla proprietà pubblica o mutualistica dei mezzi di produzione.
Tra i primi fautori di tali teorie vi erano il filosofo liberale classico John Stuart Mill e il filosofo anarchico Pierre-Joseph Proudhon. I loro modelli di socialismo implicavano il perfezionamento o il miglioramento del meccanismo di mercato e del sistema dei prezzi liberi rimuovendo le distorsioni causate dallo sfruttamento, dalla proprietà privata e dal lavoro alienato. Questo modello è stato definito "socialismo del libero mercato" perché non coinvolge i pianificatori.

#### John Stuart Mill
La prima filosofia economica di Mill era quella del libero mercato, ma venne successivamente orientata verso una tendenza più socialista: Mill aggiunse capitoli ai suoi Principi di economia politica in difesa di una prospettiva socialista e di alcune cause socialiste. All'interno di questo lavoro rivisto fece anche la proposta radicale di abolire l'intero sistema salariale a favore di un sistema salariale cooperativo. Tuttavia, rimasero alcune sue opinioni sull'idea della tassa piatta, sebbene modificate nella terza edizione dei Principi di economia politica per riflettere una preoccupazione per la differenziazione delle restrizioni sui redditi non guadagnati (che egli favoriva) e quelli sui redditi guadagnati (che non favoriva).
Il libro di Mill, pubblicato per la prima volta nel 1848, fu uno dei libri di economia più letti di quel periodo. Come La ricchezza delle nazioni di Adam Smith, i Principi di Mill dominavano l'insegnamento dell'economia. Nel caso dell'Università di Oxford, fu il testo standard fino al 1919, quando venne sostituito dai Principi di economia di Alfred Marshall.
Nelle edizioni successive di Principi di economia politica, Mill avrebbe sostenuto che "per quanto riguarda la teoria economica, non c'è nulla in linea di principio nella teoria economica che precluda un ordine economico basato su politiche socialiste".
Mill promosse anche la sostituzione delle imprese capitalistiche con cooperative di lavoratori, scrivendo:

#### Anarchismo e mutualismo

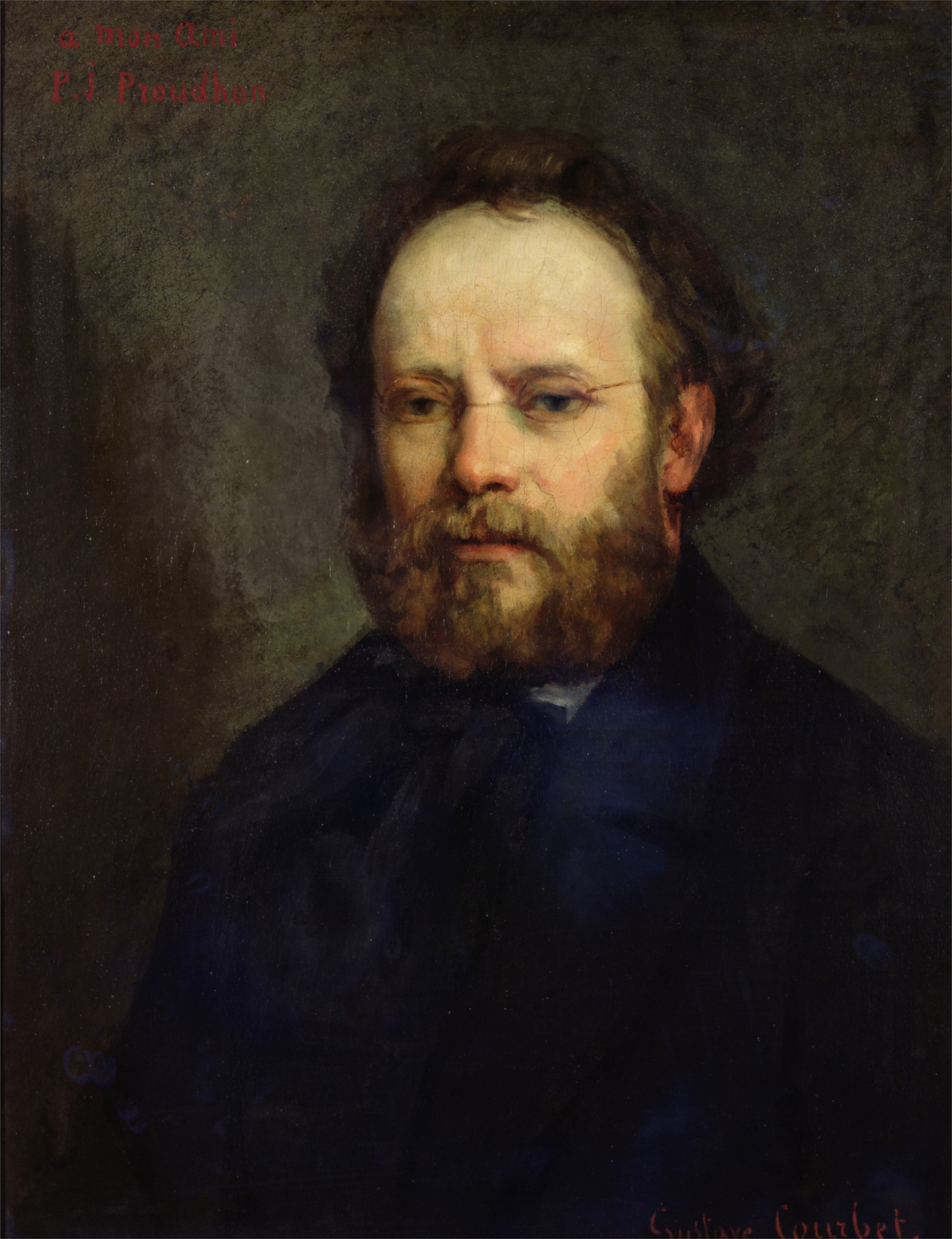
Pierre-Joseph Proudhon è stato il principale sostenitore del mutualismo e ha influenzato molti anarchici individualisti e pensatori anarchici sociali successivi.

Il filosofo francese Pierre-Joseph Proudhon fu tra i primi a definirsi anarchico ed è considerato da molti il "padre dell'anarchismo". Proudhon divenne membro del parlamento francese dopo la Rivoluzione del 1848, durante la quale si definiva un federalista. L'affermazione più nota di Proudhon è che "La proprietà è furto!", contenuta nella sua prima opera importante Che cos'è la proprietà?, pubblicato nel 1840. La pubblicazione del libro attirò l'attenzione delle autorità francesi e di Karl Marx, che iniziò una corrispondenza con Proudhon. I due si influenzarono a vicenda e si incontrarono a Parigi dove Marx era stato esiliato. La loro amicizia finì quando Marx rispose a Filosofia della Miseria di Proudhon con Miseria della filosofia. La disputa divenne una delle fonti della scissione tra le ali anarchiche e marxiste dell'Associazione Internazionale dei Lavoratori.
Pierre-Joseph Proudhon sviluppò il sistema teorico del mutualismo che prevedeva una società socialista nella quale ogni persona avrebbe posseduto un mezzo di produzione, individualmente o collettivamente, e il commercio avrebbe rappresentato quantità equivalenti di lavoro nel libero mercato. Attaccò la legittimità dei diritti di proprietà esistenti, dei sussidi, della società, delle banche e dell'affitto. Integrale allo schema era l'istituzione di una banca di mutuo credito che avrebbe concesso prestiti ai produttori a un tasso di interesse minimo, appena sufficiente a coprire i costi d'amministrazione. Il mutualismo si basa su una teoria del valore del lavoro secondo la quale il lavoro o il suo prodotto viene venduto, il lavoratore dovrebbe ricevere in cambio beni o servizi che incorporano "la quantità di lavoro necessaria per produrre un articolo di utilità esattamente simile e uguale". Proudhon immaginava un mercato decentralizzato dove le persone vi sarebbero entrate con uguale potere, negando la schiavitù salariale.
I sostenitori del mutualismo ritengono che le cooperative, le cooperative di credito e altre forme di proprietà dei lavoratori potrebbero diventare vitali senza essere soggette allo Stato.
I mutualisti si oppongono all'idea che gli individui ricevano un reddito attraverso prestiti, investimenti e affitti poiché credono che questi individui non stiano lavorando. Sebbene fosse contrario a questo tipo di reddito, Proudhon affermò che non aveva mai avuto intenzione di proibire o sopprimere la rendita fondiaria e gli interessi sul capitale.
Nella misura in cui garantiscono il diritto del lavoratore al pieno prodotto del proprio lavoro, i mutualisti sostengono i mercati o i mercati artificiali e la proprietà del prodotto del lavoro. Tuttavia, i mutualisti sostengono i titoli condizionali alla terra, la cui proprietà è legittima solo finché rimane in uso od occupazione ("possesso"), favorendo la proprietà personale alla proprietà privata. Tuttavia, alcuni anarchici individualisti come Benjamin Tucker hanno iniziato a chiamare il possesso come "proprietà" o "proprietà privata".

#### Anarco-individualismo
Per la storica anarchica statunitense Eunice Minette Schuster:

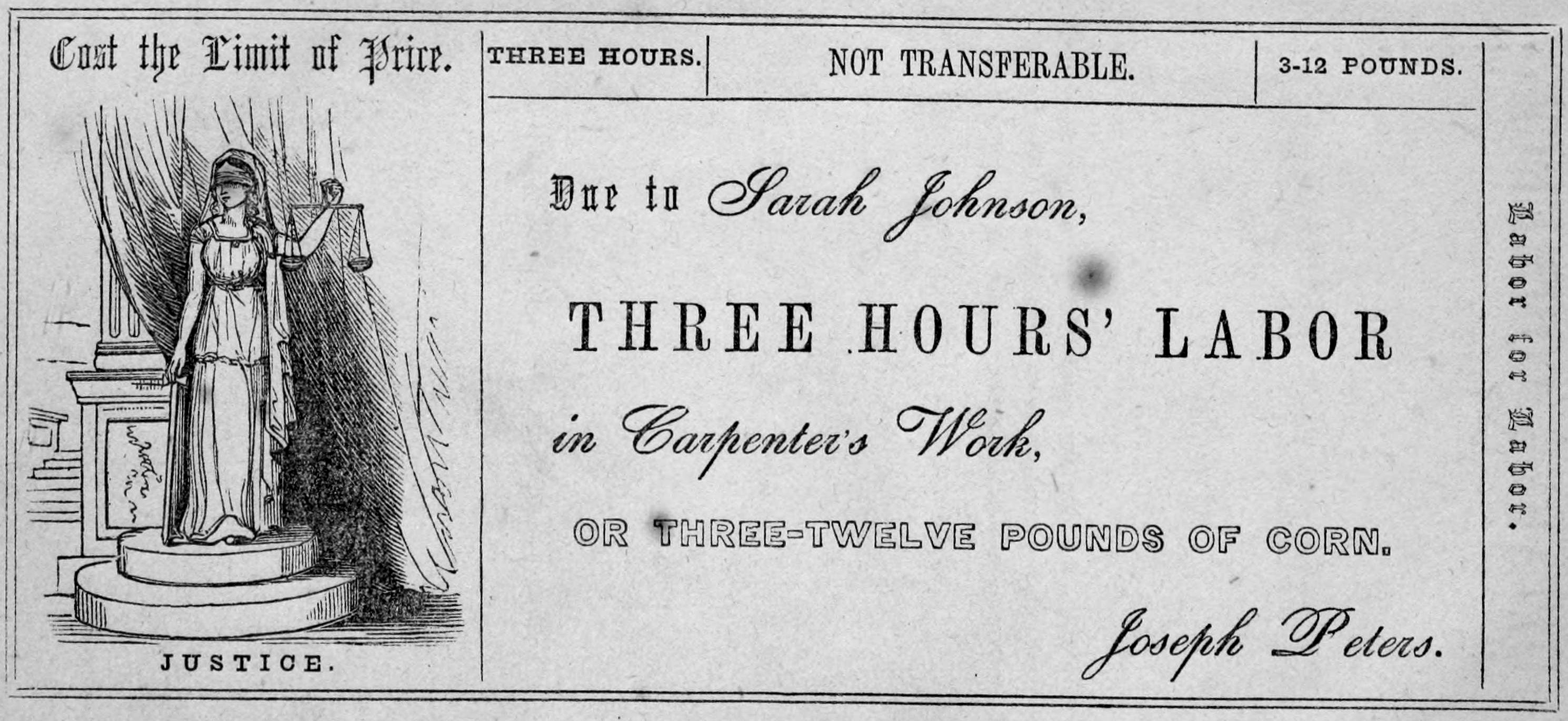
Una Labor Note per il Cincinnati Time Store.

Josiah Warren è ampiamente considerato come il primo anarchico statunitense e creatore del primo periodico anarchico, The Peaceful Revolutionist del 1833. Warren era un seguace di Robert Owen e si unì alla sua comunità a New Harmony, Indiana. Josiah Warren coniò la frase "costo al limite del prezzo", con "costo" qui riferito non al prezzo monetario pagato ma al lavoro esercitato per produrre un articolo. Pertanto, "propose un sistema per pagare le persone con certificati Labor Note che indicavano quante ore di lavoro avevano svolto. Potevano scambiare le banconote nei negozi del tempo locali con merci che necessitavano dello stesso tempo per essere prodotte". Applicò le sue teorie creando il Cincinnati Time Store, un negozio dove il commercio era facilitato da banconote supportate da una promessa di eseguire lavori. Il negozio ebbe successo e funzionò per tre anni, prima di essere chiuso da Warren per perseguire la creazione di colonie basate sul mutualismo come Utopia in Ohio e Modern Times a New York. Warren disse che The Science of Society di Stephen Pearl Andrews, pubblicato nel 1852, rappresentava l'esposizione più lucida e completa delle sue teorie.

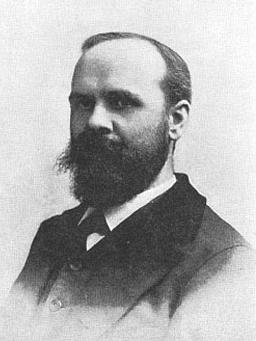
Benjamin Tucker, anarco-individualista statunitense.

L'anarco-individualista statunitense Benjamin Tucker ripudiava lo Stato, l'oppressione e lo sfruttamento. Pur non essendo contrario al mercato e alla proprietà, era fermamente contro il capitalismo poiché rappresentava un monopolio statale del capitale sociale (strumenti, macchinari, ecc.) che consentiva ai proprietari di sfruttare i propri dipendenti, cioè di evitare di pagare ai lavoratori il pieno valore del loro lavoro. Pensava che le "classi lavoratrici sono private dei loro guadagni dall'usura nelle sue tre forme, interesse, rendita e profitto". Benjamin Tucker fuse l'economia di Warren e Proudhon e pubblicò le sue idee sulla rivista Liberty chiamandole "Socialismo anarchico". Sulla stessa rivista, si dichiarò a favore dell’abolizione dell'interesse, del profitto, della rendita monopolistica, della tassazione, dello sfruttamento del lavoro e di tutti i mezzi "con cui ogni lavoratore può essere privato di qualsiasi suo prodotto". Tucker affermò:
Gli anarco-individualisti statunitensi come Tucker si consideravano socialisti del mercato economico e individualisti politici, sostenendo che il loro "socialismo anarchico" o "anarchismo individuale" era "manchesterismo coerente".
L'anarco-individualista francese Émile Armand si opponeva al capitalismo e alle economie centralizzate affermando che l'anarco-individualista "interiormente rimane refrattario - fatalmente refrattario - moralmente, intellettualmente, economicamente" e che "l'economia capitalista e l'economia diretta, gli speculatori e i fabbricanti di singoli i sistemi gli sono ugualmente ripugnanti". Sostenne una logica economica pluralistica dicendo che:
L'anarco-individualista spagnolo Miguel Giménez Igualada riteneva il capitalismo come un effetto dell'esistenza del governo, un prodotto dello Stato. Riguardo alla divisione di classe e la tecnocrazia, affermava che quando nessuno avrebbe più lavorato per un altro, il profittatore della ricchezza sarebbe scomparso come il governo quando nessuno avrebbe iniziato a dare attenzione a coloro che hanno imparato quattro cose all'università e da ciò fingono di governare gli uomini. Igualada prevedeva la trasformazione delle grandi imprese industriali in grandi associazioni nelle quali tutti avrebbero lavorato e goduto del prodotto del proprio lavoro.

#### Anarchismo di mercato di sinistra
L'anarchismo di mercato di sinistra è una forma socialista di mercato dell'anarco-individualismo, del libertarismo di sinistra e del socialismo libertario. È un ramo moderno dell'anarchismo di libero mercato e si basa su una rivisitazione delle teorie socialiste di mercato. Viene associato a studiosi come Kevin Carson, Roderick T. Long, Charles W. Johnson, Brad Spangler, Samuel Edward Konkin III, Sheldon Richman, Chris Matthew Sciabarra e Gary Chartier, che sottolineano il valore di mercati radicalmente liberi o "mercati liberati", distinti dalla concezione comune ritenuta da tali libertari come piena di privilegi capitalisti e statalisti.
Denominati anarchici di mercato di sinistra o libertari di sinistra orientati al mercato, i sostenitori di questo approccio affermano con forza le idee liberali classiche del libero mercato e dell'auto-proprietà, pur considerando che, portate alle loro logiche conclusioni, queste idee supportano in economia posizioni anti-capitaliste, anti-corporative, anti-gerarchiche, pro-lavoro; antimperialiste in politica estera e visioni completamente liberali o radicali riguardo alle questioni socio-culturali.
La genealogia dell'anarchismo di mercato di sinistra contemporaneo si sovrappone in misura significativa a quella del libertarismo di sinistra di Steiner-Vallentyne poiché le radici di quella tradizione sono tratteggiate nel libro The Origins of Left Libertarianism. Il libertarismo di sinistra di Carson-Long è radicato nel mutualismo del XIX secolo e nell'opera di figure come Thomas Hodgskin, pensatori della scuola liberale francese come Gustave de Molinari e gli anarco-individualisti statunitensi Benjamin Tucker e Lysander Spooner. Mentre con notevoli eccezioni i libertari orientati al mercato dopo Tucker tendevano ad allearsi con la destra politica, le relazioni tra quei libertari e la New Left prosperarono negli anni sessanta del novecento, gettando le basi per il moderno anarchismo di mercato di sinistra. L'anarchismo di mercato di sinistra si identifica con il libertarismo di sinistra che propone diversi approcci correlati ma distinti alla politica, alla società, alla cultura e alla teoria politica e sociale, sottolineando sia la libertà individuale che la giustizia sociale.
A differenza dei libertari di destra, i libertari di sinistra credono che né rivendicare né mescolare il proprio lavoro con le risorse naturali sia sufficiente per generare pieni diritti di proprietà privata e sostengono che le risorse naturali (terra, petrolio, oro e alberi) dovrebbero essere tenute in modo egualitario, senza proprietà o possedute collettivamente. I libertari di sinistra sostengono la proprietà considerando diverse norme di proprietà e teorie, o a condizione che la ricompensa del lavoro sia offerta alla comunità locale o globale.

### Economia contemporanea

#### Inizio del XX secolo
A partire dall'inizio del XX secolo, la teoria economica neoclassica fornì la base teorica per modelli più comprensivi di socialismo di mercato. I primi modelli neoclassici del socialismo includevano un ruolo per un "comitato di pianificazione centrale" nel fissare i prezzi uguali al costo marginale per raggiungere l'ottimo paretiano. Sebbene questi primi modelli non si basassero sui mercati convenzionali, furono etichettati come socialisti di mercato per il loro utilizzo dei prezzi e dei calcoli finanziari. Schemi alternativi per il socialismo di mercato implicavano modelli in cui le imprese di proprietà sociale o le cooperative di produttori operavano all'interno del libero mercato secondo il criterio della redditività. Nei modelli proposti dagli economisti neoclassici statunitensi, la proprietà pubblica dei mezzi di produzione era ottenuta attraverso la proprietà pubblica del capitale proprio e il controllo sociale degli investimenti.
I primi modelli di socialismo neoclassico furono sviluppati da Léon Walras, Enrico Barone e Oskar Lange. Lange e Fred Manville Taylor proposero che i comitati centrali di pianificazione stabilissero i prezzi attraverso "prove ed errori", effettuando aggiustamenti in caso di carenze o eccedenze, anziché affidarsi a un meccanismo di prezzo libero. Se ci fossero state carenze, i prezzi sarebbero stati aumentati; se ci fossero state eccedenze, i prezzi sarebbero stati abbassati. L'aumento dei prezzi avrebbe incoraggiato le imprese ad aumentare la produzione, spinte dal desiderio di aumentare i loro profitti, e così facendo avrebbero eliminato la carenza. L'abbassamento dei prezzi avrebbe incoraggiato le imprese a ridurre la produzione per evitare perdite, eliminando il surplus. Si tratterebbe quindi di una simulazione del meccanismo di mercato, che Lange riteneva in grado di gestire efficacemente domanda e offerta.
Sebbene a volte sia descritto come "socialismo di mercato", il modello di Lange è una forma di pianificazione simulata del mercato in cui un comitato centrale di pianificazione alloca investimenti e beni capitali simulando transazioni di mercato dei fattori, mentre i mercati allocano il lavoro e i beni di consumo. L'obiettivo del modello di Lange era esplicitamente quello di sostituire i mercati con un sistema di allocazione delle risorse non di mercato, ritenendo non funzionante un'economia socialista basata sul calcolo in unità naturali o sulla risoluzione di un sistema di equazioni simultanee per il coordinamento economico.
H.D. Dickinson pubblicò due articoli sulla formazione dei prezzi in una comunità socialista e sui problemi dell'economia socialista: propose una soluzione matematica per cui i problemi di un'economia socialista potevano essere risolti da un'agenzia di pianificazione centrale che avrebbe avuto le statistiche necessarie sull'economia, nonché la capacità di utilizzarle per dirigere la produzione. L'economia poteva essere rappresentata come un sistema di equazioni le cui soluzioni avrebbero potuto essere utilizzati per stabilire il prezzo di tutti i beni al costo marginale e alla produzione diretta. Dickinson adottò inoltre i modello di Lange per simulare i mercati attraverso tentativi ed errori.
La versione Lange-Dickinson del socialismo di mercato teneva gli investimenti di capitale fuori dal mercato. Lange insisteva sul fatto che un comitato centrale di pianificazione avrebbe dovuto fissare arbitrariamente i tassi di accumulazione del capitale. Lange e Dickinson vedevano potenziali problemi nel socialismo di mercato causati dalla burocratizzazione. Secondo Dickinson, "il tentativo di controllare l'irresponsabilità impegnerà i dirigenti delle imprese socialiste con così tanta burocrazia e regolamentazione burocratica che perderanno ogni iniziativa e indipendenza". In The Economics of Control: Principles of Welfare Economics del 1944, Abba Lerner affermò che l'investimento di capitale sarebbe stato politicizzato nel socialismo di mercato.

#### Seconda metà del XX secolo
Gli economisti attivi in Cecoslovacchia e Jugoslavia, tra cui il ceco Jaroslav Vaněk e il croato Branko Horvat, promossero un modello di socialismo di mercato soprannominato "modello illirico", nel quale le imprese erano socialmente possedute dai loro dipendenti, strutturate in base all'autogestione dei lavoratori e in competizione all'interno di mercati aperti e liberi.
Gli economisti statunitensi svilupparono modelli come il socialismo dei coupon (John Roemer) e la democrazia economica (David Schweickart).
Pranab Bardhan e John Roemer proposero una forma di socialismo di mercato nel quale esisteva un mercato azionario che distribuiva equamente quote di capitale tra i cittadini. In questo mercato azionario, non vi era acquisto o vendita di azioni che avrebbe portato a problematiche associate a una concentrazione della proprietà del capitale. Il modello di Bardhan e Roemer soddisfaceva le principali esigenze sia del socialismo (i lavoratori possiedono tutti i fattori di produzione, non solo del lavoro) sia delle economie di mercato (i prezzi determinano l'allocazione efficiente delle risorse).
L'economista neozelandese Steven O'Donnell ampliò il modello di Bardhan e Roemer e scompose la funzione del capitale in un sistema di equilibrio generale per tenere conto dell'attività imprenditoriale nelle economie socialiste di mercato. Successivamente, O'Donnell creò un modello ideale per le economie di transizione e i risultati suggerirono suggerito che, sebbene i modelli socialisti di mercato fossero intrinsecamente instabili a lungo termine, avrebbero fornito a breve termine l'infrastruttura economica necessaria per un transizione positiva dall'economia pianificata all'economia di mercato.
Un'altra forma di socialismo di mercato è stata promossa dai critici della pianificazione centrale e in generale della teoria neoclassica dell'equilibrio generale. I principali sostenitori di questo modello furono Alec Nove e János Kornai. In particolare, Nove propose quello che chiamò "socialismo fattibile", un'economia mista composta da imprese statali, imprese pubbliche autonome, cooperative e piccole imprese private operanti in un'economia di mercato che includeva un ruolo di pianificazione macroeconomica.

##### Socialismo democratico
Alcuni socialisti democratici sostengono forme di socialismo di mercato, alcune delle quali si basano sull'autogestione. Altri sostengono un'economia partecipativa non di mercato basata su una pianificazione economica decentralizzata.

#### XXI secolo
All'inizio del XXI secolo, l'economista marxista Richard D. Wolff ha riorientato l'economia marxiana dandogli un focus microfondazionale. L'idea centrale è che la transizione dal capitalismo al socialismo richiede la riorganizzazione dell'impresa da un modello capitalista gerarchico dall'alto verso il basso a un modello in cui tutte le decisioni chiave dell'impresa vengono prese sulla base del voto di ogni singolo lavoratore. Wolff le ha definite imprese autodirette dei lavoratori. Il modo in cui avrebbero interagito tra loro e con i consumatori è stato lasciato aperto a decisioni sociali democratiche e potrebbe comportare mercati o pianificazione, o probabilmente una combinazione di entrambi.
I sostenitori del socialismo di mercato come Jaroslav Vaněk sostengono che i mercati genuinamente liberi non sono possibili in condizioni di proprietà privata. Al contrario, sostiene che le differenze di classe e le disuguaglianze nel reddito e nel potere che risultano dalla proprietà privata consentono agli interessi della classe dominante di distorcere il mercato a loro favore, sia sotto forma di monopolio e potere di mercato, sia utilizzando la loro ricchezza e risorse per legiferare sulle politiche del governo a vantaggio dei loro specifici interessi commerciali. Inoltre, Vaněk afferma che i lavoratori in un'economia socialista basata sulle imprese cooperative e autogestite avrebbero maggiori incentivi per massimizzare la produttività perché riceverebbero una quota dei profitti (basata sulla performance complessiva della loro impresa) oltre a ricevere un salario o stipendio fissi. Gli incentivi più forti per massimizzare la produttività che sono possibili in un'economia socialista basata su imprese cooperative e autogestite potrebbero essere realizzati in un'economia di libero mercato se le società di proprietà dei dipendenti fossero la norma, come previsto da vari pensatori tra cui Louis O. Kelso e James S. Albus.

## Attuazione

### Stati socialisti
L'espressione socialismo di mercato è stata usata occasionalmente in riferimento a qualsiasi tentativo da parte di un'economia pianificata di tipo sovietico di introdurre elementi di mercato nel proprio sistema economico. Storicamente, queste tipologie di sistemi socialisti di mercato cercavano di mantenere la proprietà statale dei vertici dell'economia come l'industria pesante, l'energia e le infrastrutture, introducendo nel contempo un processo decisionale decentralizzato e dando ai manager locali più libertà di scelta e di risposta alle richieste del mercato. I sistemi socialisti di mercato consentivano anche la proprietà privata e l'imprenditorialità nei servizi e in altri settori economici secondari. Il mercato poteva determinare i prezzi dei beni di consumo e dei prodotti agricoli e gli agricoltori potevano vendere tutti o alcuni dei loro prodotti sul mercato aperto e trattenere parte o tutto il profitto come incentivo per aumentare e migliorare la produzione
In questo senso, il socialismo di mercato è stato applicato per la prima volta negli anni venti nella RSFS Russa e nell'URSS con la Nuova politica economica (NEP) dal 1921 al 1928. L'Unione Sovietica cercò di introdurre un sistema di mercato con le riforme della perestrojka sotto Michail Gorbačëv: durante le fasi successive del processo di riforma, i politici sovietici discuterono di muoversi verso un sistema socialista basato sul mercato.
Successivamente, elementi di socialismo di mercato furono introdotti in Ungheria, Cecoslovacchia e Jugoslavia negli anni settanta e ottanta. L'economia della Repubblica Socialista Federale di Jugoslavia è ampiamente considerata come una forma di socialismo di mercato, basata sulle cooperative sociali, sull'autogestione dei lavoratori e sull'allocazione del capitale tramite il mercato. Alcune delle riforme economiche introdotte durante la Primavera di Praga da Alexander Dubček, il leader della Cecoslovacchia, includevano elementi del socialismo di mercato.
L'economia di Cuba sotto il governo di Raúl Castro è stata descritta come un tentativo di introduzione di riforme socialiste di mercato.
L'economia della Libia sotto Muammar Gheddafi è stata descritta come una forma di socialismo di mercato poiché la Terza Teoria Internazionale di Gheddafi aveva molte somiglianze con l'autogestione jugoslava.

### Cina e socialismo con caratteristiche cinesi
Il termine socialismo di mercato è stato usato per riferirsi in particolare all'economia della Repubblica Popolare Cinese, dove viene utilizzato un sistema di prezzi liberi per l'allocazione dei beni capitali sia nel settore statale e privato. Tuttavia, i sostenitori politici ed economici cinesi dell'economia socialista di mercato non la considerano una forma di socialismo di mercato in senso neoclassico e molti economisti e politologi occidentali mettono in dubbio la sua natura socialista, descrivendo il sistema come un capitalismo di stato.
Sebbene simile nel nome, il socialismo di mercato differisce notevolmente dall'economia di mercato socialista e dall'economia di mercato orientata al socialismo praticate rispettivamente nella Repubblica Popolare Cinese e nella Repubblica Socialista del Vietnam. Ufficialmente questi sistemi economici rappresentano economie di mercato in un processo di transizione a lungo termine verso il socialismo.
L'esperienza del socialismo con caratteristiche cinesi viene spesso definita un'economia di mercato socialista in cui i rami macroeconomici dominanti sono di proprietà statale, ma una parte sostanziale del settore statale e privato è governata da pratiche di mercato: è presente una borsa valori per l'equità commerciale e si impiegano di meccanismi di mercato macroeconomici indiretti (cioè politiche fiscali, monetarie e industriali) per influenzare l'economia nello stesso modo in cui lo fanno i governi dei Paesi capitalisti. Il mercato è l'arbitro per la maggior parte delle attività economiche, con la pianificazione economica relegata alla pianificazione indicativa macroeconomica del governo che non comprende il processo decisionale microeconomico, affidato invece alle singole organizzazioni e alle imprese statali. Questo modello include una quantità significativa di aziende private che operano come attività a scopo di lucro ma solo per beni e servizi di consumo. Nel sistema cinese, la pianificazione direttiva basata su requisiti e quote di produzione obbligatori è stata sostituita dai meccanismi di mercato per la maggior parte dell'economia, settore statale e privato, sebbene il governo si impegni in una pianificazione indicativa per le grandi imprese statali. Rispetto all'economia pianificata di tipo sovietico, il modello di mercato socialista cinese si basa sull'aziendalizzazione delle istituzioni statali, trasformate in società per azioni. Nel 2008, vi erano 150 aziende statali direttamente sotto il governo centrale. Queste società di proprietà statale sono state riformate e sono diventate sempre più dinamiche, rappresentando un'importante fonte di entrate per lo Stato nel 2008 e guidando la ripresa economica nel 2009 dopo la crisi finanziaria del 2007-2008.
Questo modello economico è difeso da una prospettiva marxista-leninista secondo cui un'economia socialista pianificata può emergere solo dopo aver prima sviluppato le basi per il socialismo attraverso l'istituzione di un'economia di mercato e di un'economia di scambio di merci, ed il socialismo può emergere solo dopo che questa fase avrà esaurito la sua necessità storica e si trasformerà gradualmente in socialismo. I sostenitori di questo modello affermano che il sistema economico dell'ex Unione Sovietica e dei suoi stati satellite aveva tentato di passare da un'economia capitalista a un'economia pianificata per decreto, senza passare attraverso la necessaria fase di sviluppo dell'economia di mercato. Secondo il Partito Comunista Cinese, la Cina sta attraversando la fase primaria del socialismo, nella quale coesistono elementi capitalisti e socialisti.
L'economia di mercato orientata al socialismo del Vietnam è stata definita dal Partito Comunista Vietnamita come una forma di socialismo di mercato. Vi è una prevalenza estremamente alta di cooperative, specialmente nell'agricoltura e nella vendita al dettaglio, con la continua proprietà statale delle leve economiche. Anche le imprese cooperative vietnamite sono incentivate e sostenute dal governo, ricevendo molti benefici che le aziende private non ricevono.
Le differenze chiave tra i modelli di socialismo di mercato e i modelli cinese e vietnamita includono il ruolo degli investimenti privati nelle imprese, la mancanza di un dividendo sociale o di un sistema di reddito di base per distribuire equamente i profitti statali tra la popolazione e l'esistenza e il ruolo dei mercati finanziari nel modello cinese, assenti nella letteratura sul socialismo di mercato.

### Stati capitalisti
Peter Drucker ha descritto il sistema statunitense di fondi pensione regolamentati che forniscono capitali ai mercati finanziari come un "socialismo dei fondi pensione". William H. Simon ha definito il socialismo dei fondi pensione come "una forma di socialismo di mercato", rienendolo promettente ma forse con prospettive più limitate rispetto a quelle previste dai suoi estimatori.
Politiche simili alla proposta socialista di mercato di un dividendo sociale e un regime di reddito di base sono state attuate sulla base della proprietà pubblica delle risorse naturali in Alaska (Fondo permanente dell'Alaska) e in Norvegia (Fondo pensionistico governativo norvegese).

## Critiche
Gli abolizionisti del mercato come David McNally sostengono nella tradizione marxista che la logica del mercato produce intrinsecamente risultati iniqui e porta a scambi ineguali, sostenendo che l'intento e la filosofia morali di Adam Smith a favore dello scambio equo sono stati minate dalla pratica del libero mercato da lui favorita: lo sviluppo dell'economia di mercato implica coercizione, sfruttamento e violenza non tollerate dalla filosofia morale di Smith. McNally critica i socialisti di mercato per aver creduto nella possibilità di mercati equi basati sui scambi eguali da ottenere eliminando gli elementi parassiti dall'economia di mercato come la proprietà privata dei mezzi di produzione, sostenendo che il socialismo di mercato è un ossimoro quando il socialismo è definito come un fine al lavoro salariato.